# Stranice, Zreče
Stranice este o localitate din comuna Zreče, Slovenia, cu o populație de 193 de locuitori.